# Великий Уступ
32°12′ пд. ш. 22°38′ сх. д. / 32.2° пд. ш. 22.64° сх. д.

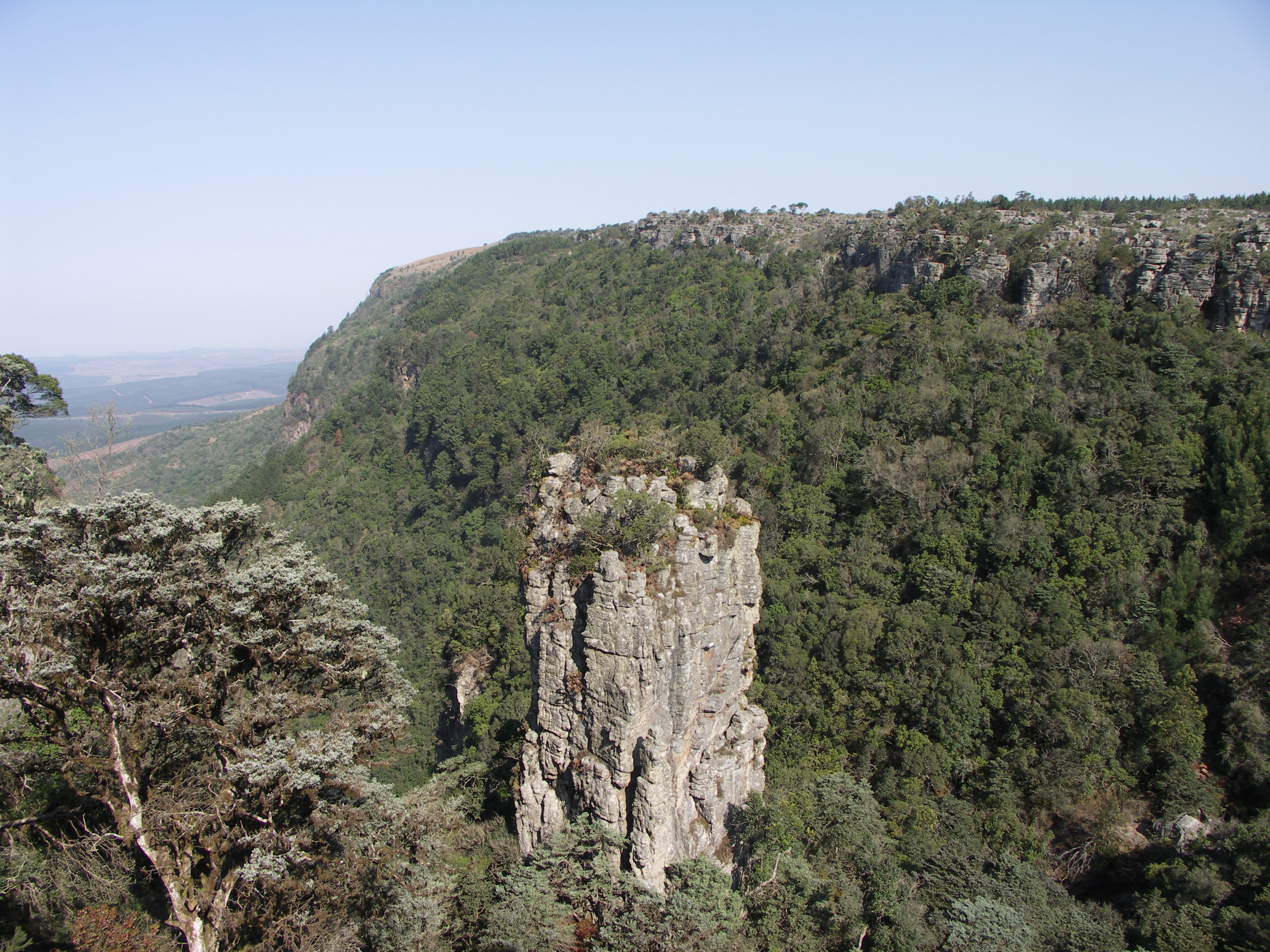
Великий Уступ

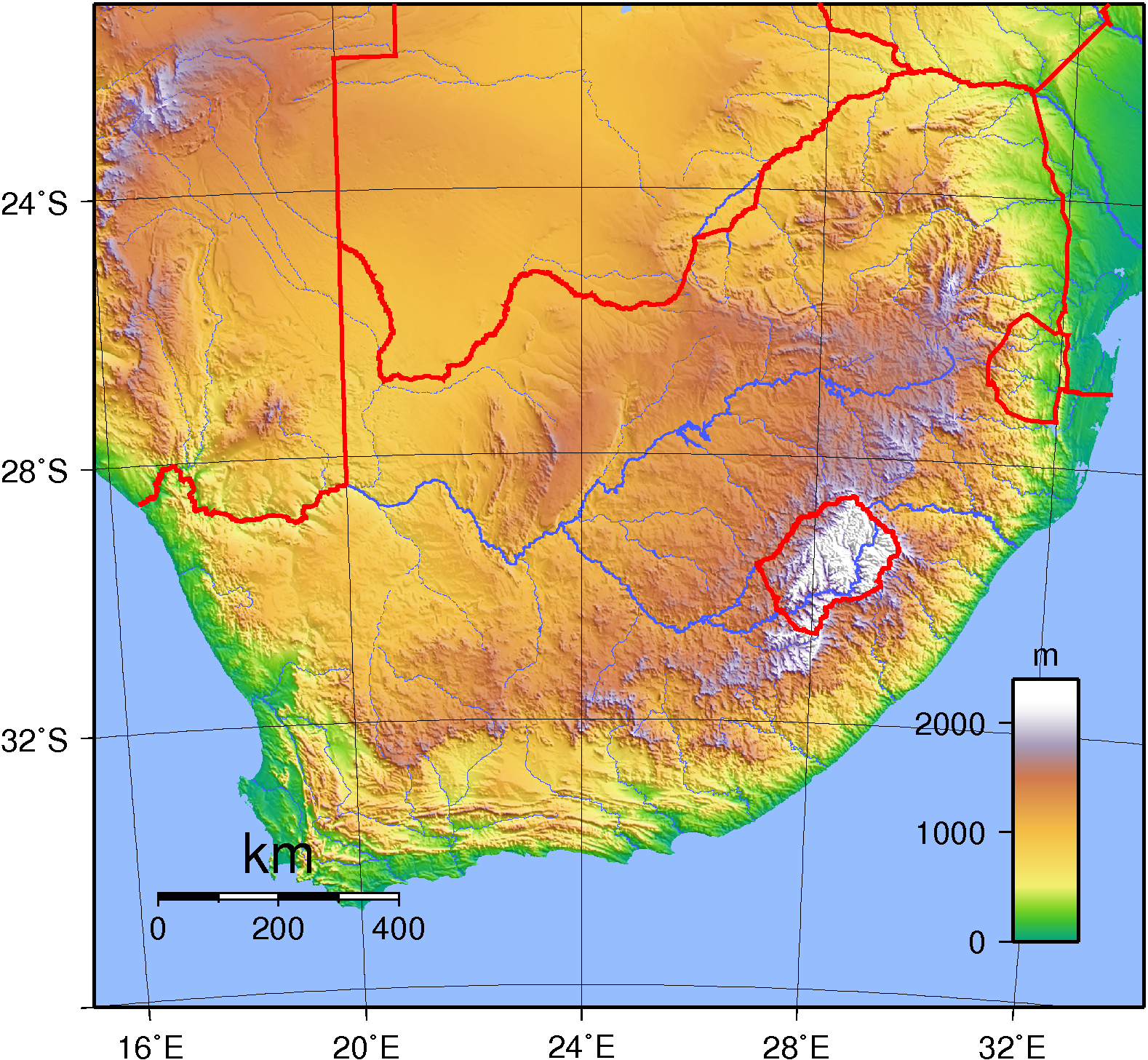
Топографічна карта Південної Африки

Вели́кий Усту́п, уступ Роджерса (англ. Great Escarpment) — гірська система, урвистий схил високих внутрішніх плоскогір'їв Південної Африки, який простягається на 2000 км вздовж берегів Індійського і Атлантичного океанів від Зімбабве до Анголи.
Кожна частина уступу має власну назву. Виділяються гори Камісберґе і Боккефелдберґе в Намакваленді. Гори Роххефелдберґе і Комсберґе поблизу Сатерленда; хребет Нювефелдберґе поблизу Бофорт-Веста; гори Коуефелдберґе (2130 м) і Сніуберґе (2504 м) над Графф-Рейнетом і гори Стормберґе на півночі від Квінстауна.
Великий Уступ досягає найбільших висот у Драконових горах біля східного кордону Лесото, де кілька місць досягають висот понад 3350 м. Найвища вершина ПАР — гора Нджесуті (Njesuthi) (3446 м) на самому кордоні з Лесото, а вершина Драконових гір Тхабана-Нтленьяна (3482 м) розташована в Лесото. У цьому районі Великий Уступ являє собою систему зубчастих контрфорсів і глибоких амфітеатрів.
Від моря Великий Уступ виглядає як неприступна стіна, значна крутизна якої пояснюється виходами базальтових лав. Зустрічаються глибокі ущелини і каньйони постійних і тимчасових водотоків.
Великий уступ затримує значну частину вологи, яка надходить з Індійського океану. Це обумовлює посушливість внутрішніх районів Південної Африки.